# Stipecoma
Stipecoma là chi thực vật có hoa trong họ Apocynaceae.